# メーガーラヤ州
メーガーラヤ州（メーガーラヤしゅう、Meghalaya、मेघालय）はインドの北東部にある州の一つで、バングラデシュのすぐ北に国境を接して位置する。州名はヒンディー語、サンスクリット語の「雲のすみか」に由来する。日本国外務省による表記はメガラヤ州。州都はシロン。人口は約230万人（2001年）。州内のチェラプンジは世界で最も年間降水量が多いことで知られる。

## 歴史
イギリス・カシ戦争(1829年 - 1833年)。19世紀前半よりイギリスの統治下におかれ、1877年に英領インド帝国の7姉妹州の一部となった。第二次世界大戦後、1972年まではアッサム州の一部であったが、同年にメーガーラヤ州として分離した。

## 地勢・気候
ほぼ全域が、標高1000メートル以上のシロン高原に位置している。州の南が切り立った崖のようになっており、ベンガル湾方面からのモンスーンが直撃することが多いために世界有数の降水量を記録する。領内の多くが森に覆われており、豊かな自然の中で様々な野生動物が生息している。また、この地域で採掘される珪線石は、世界有数の品質とされる。州の南境はバングラデシュとの国境。

## 地方行政区分
- 東ガロ丘陵地区
- 東カシ丘陵地区
- ジャインティア丘陵地区
- リ・ボイ
- 南ガロ丘陵地区
- 西ガロ丘陵地区
- 西カシ丘陵地区

## 住民
カーシ族 (Khasi) 、ガロ族らが主要民族である。ジャインティア族 (Jaintia) 、ディマサ人 (Dimasa people) 、ハマール人 (Hmar) 、クキ人 (Kuki people) 、ラブハ人 (Rabha) 、カルビ人 (Karbi) 、ネパール人など少数民族がいる。それぞれがことなる丘陵地帯に居住している。前二つの民族はモン・クメール語派、後者はチベット・ビルマ語族に属している。彼らの言語（カーシ語とガーロ語）は、英語と並んでこの州の公用語に定められている。イギリスの植民地支配下でキリスト教が布教されたため、州の半数以上の人々がキリスト教を信仰する。

## 経済
農業が主力産業。2001年の国勢調査では、労働人口の約65%が従事している。かつては林業も行われていたが、政府の方針により事実上伐採が禁止されているため産業としては成り立っていない。

### 鉱業
ジャインティア丘陵から産出される石炭の採掘は、州のGDPの8-10%に及ぶウェイトを占めるが、児童労働の存在を指摘するNGOレポートも存在する。石炭は、州内で加工、消費されることはなく、隣国のバングラデシュへ輸出されていく。
州政府は、石炭の埋蔵量を5億7600万トン超と推計している。違法業者による採掘が後を絶たたず、密林の中にラットホールと呼ばれるた素掘りに近い手法で採掘するため作業員の健康や環境に対するリスクが大きい。メガラヤ州は、2014年にラットホールによる採掘を禁止したが、その後も続けられている。

## 反政府勢力
- アチック民族解放戦線
- メーガーラヤ人民解放戦線
- 統一アチック民族戦線　等[5]